# Microstylum rufoabdominalis
Microstylum rufoabdominalis là một loài ruồi trong họ Asilidae. Microstylum rufoabdominalis được Brunetti miêu tả năm 1928. Loài này phân bố ở miền Ấn Độ - Mã Lai.